# Sąd Kryminalny Księstwa Mazowieckiego

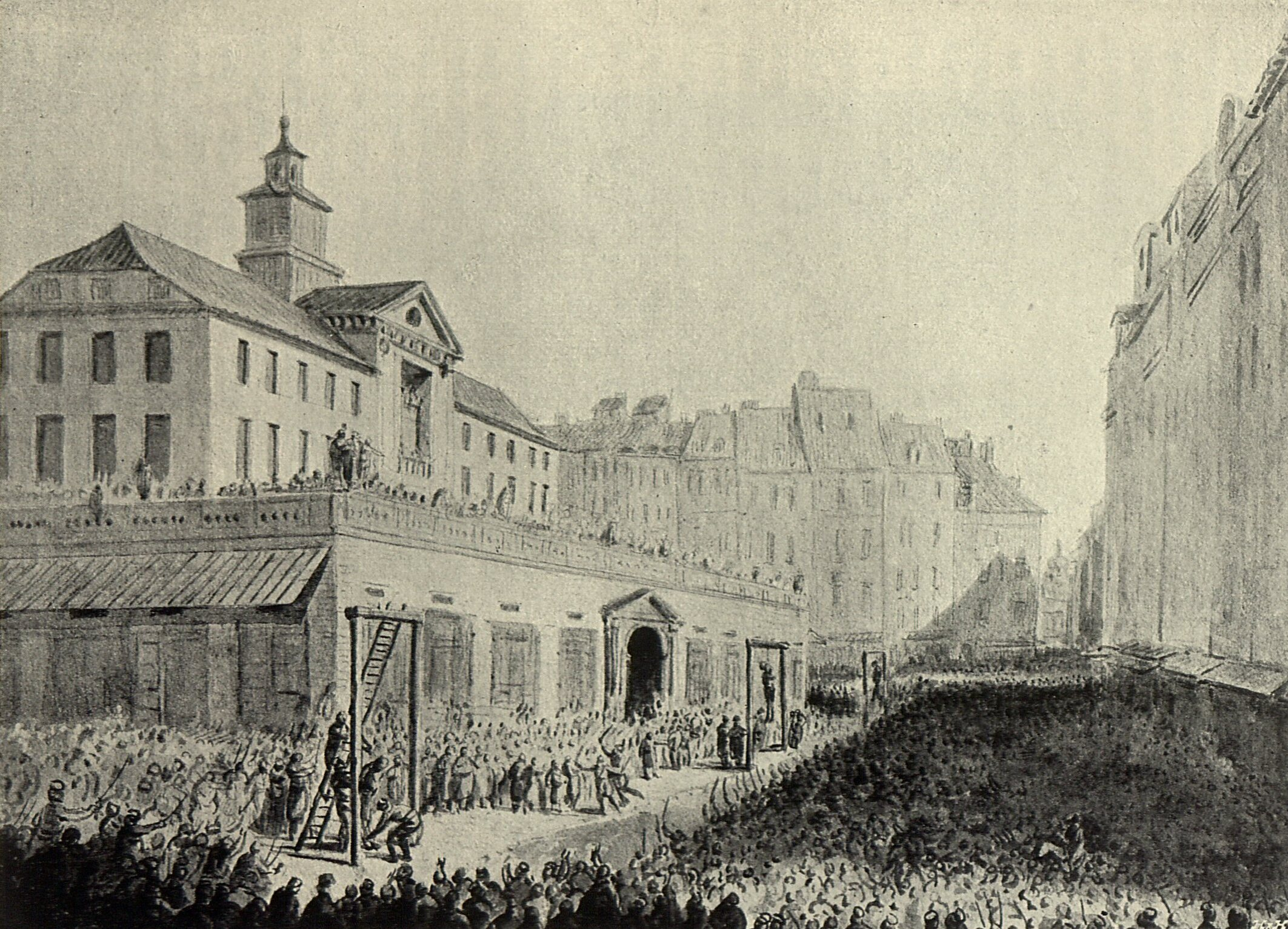
Wykonanie wyroku Sądu Kryminalnego Księstwa Mazowieckiego na Rynku Starego Miasta w Warszawie 9 maja 1794

Sąd Kryminalny Księstwa Mazowieckiego – sąd powołany 22 kwietnia 1794 przez Radę Zastępczą Tymczasową po opanowaniu Warszawy przez powstańców kościuszkowskich. 
Zasięgiem swojej działalności objął Warszawę i województwo mazowieckie. W jego skład weszło 20 sędziów nominowanych przez Radę Zastępczą Tymczasową, wśród nich Pius Kiciński. Miał zabezpieczać powództwo w sprawach o zdradę ojczyzny i spiskowanie przeciwko powstaniu, których rozstrzygnięcie pozostawiono jednak Sądowi Najwyższemu Kryminalnemu.
Do kompetencji Sądu Kryminalnego Księstwa Mazowieckiego należało rozpatrywanie spraw (bez prawa apelacji):
- o występki i czyny przeciwko powstaniu (wprowadzone tylko za rezolucją Rady Zastępczej Tymczasowej z powództwa publicznego),
- o gwałty i naruszenie spokoju publicznego,
- o czyny przeciwko bezpieczeństwu osób i ich majątków.

Pod wpływem ludu żądającego kary dla zdrajców ojczyzny, 9 maja 1794 na Rynku Starego Miasta powieszeni zostali publicznie przywódcy konfederacji targowickiej skazani na karę śmierci przez Sąd Kryminalny Księstwa Mazowieckiego: 
- biskup inflancki Józef Kazimierz Kossakowski,
- hetman wielki koronny Piotr Ożarowski,
- marszałek Rady Nieustającej Józef Ankwicz,
- hetman polny litewski Józef Zabiełło[2].

Zbyt opieszałe procedowanie i uleganie naciskom kół zachowawczych doprowadziło 28 czerwca do wystąpienia ludności warszawskiej, która powywieszała podejrzanych. 23 sierpnia 1794 Rada Najwyższa Narodowa utworzyła w jego miejsce Sąd Kryminalny Wojskowy.